# 莊蹻
莊蹻，生卒年不详，《後漢書》作庄豪，《吕氏春秋》作企足。战国时期反楚起事领袖和楚国将军，楚庄王的后代。他生平中有兩件大事，一是反楚起事，二是入滇。
也有學者認為大盜莊蹻和將軍莊蹻是不同人，只是名字相同罷了。

## 生平

### 反楚起事
前301年，齐国派匡章、魏国派公孙喜、韓國派暴鸢联合进攻楚国方城（今河南省叶县南），垂沙之战爆发，楚国战败，主将唐眜被杀。唐眜死后，莊蹻率軍叛變并引發人民起事，起事队伍一度攻下楚国国都郢（今湖北省荆州市北），稱之「莊蹻暴郢」，将楚國的領土分割成幾塊。後來，莊蹻受招撫成为楚將。

### 入滇
楚頃襄王在位時，莊蹻奉命南征，大军沿长江到巴郡，经过黔中、且兰，攻打夜郎一直到滇池（今雲南省昆明市一帶）。莊蹻以武力平定西南，正要歸報楚王，但楚國的巴郡、黔中郡在前277年再次被秦國攻占，莊蹻歸路斷絕，遂留在滇池建立滇国，自立为滇王。

## 争议
南宋王应麟所著《困学纪闻》认为楚盜莊蹻和楚將莊蹻是同名的兩個人，唐代的杨琼和清代梁玉繩不同意此观点，他们认为是同一人。
关于庄蹻王滇，当代学界有三种说法：楚将庄蹻王滇说（自《史记》以来的说法）、楚国民变领袖庄蹻王滇说（1975年马曜《庄蹻起义和开滇的历史功绩》首倡）、庄蹻王滇不存在说（唐代杜佑首次怀疑庄蹻王滇，1963年蒙文通《庄蹻王滇辨》以详细考辨表示支持）。张增祺滇国考古学专著《滇国与滇文化》指出：“考古资料证实，滇国出现的时间至迟不晚于战国初期，战国末至西汉初为全盛时期，西汉中期以后开始走下坡路，西汉末至东汉初被中原王朝的郡县制取代。”张增祺指出：“全盛期滇国与楚国出土的各种标准器中，无论大件小件，没有一件有共同点。”由此支持了蒙文通的庄蹻王滇不存在说。

## 评价
荀子与临武君议兵时将楚国的庄蹻、齐国的田单、秦国的商鞅和燕国的乐毅并称为善于用兵的良将。